# تقویت‌کننده توان صوتی

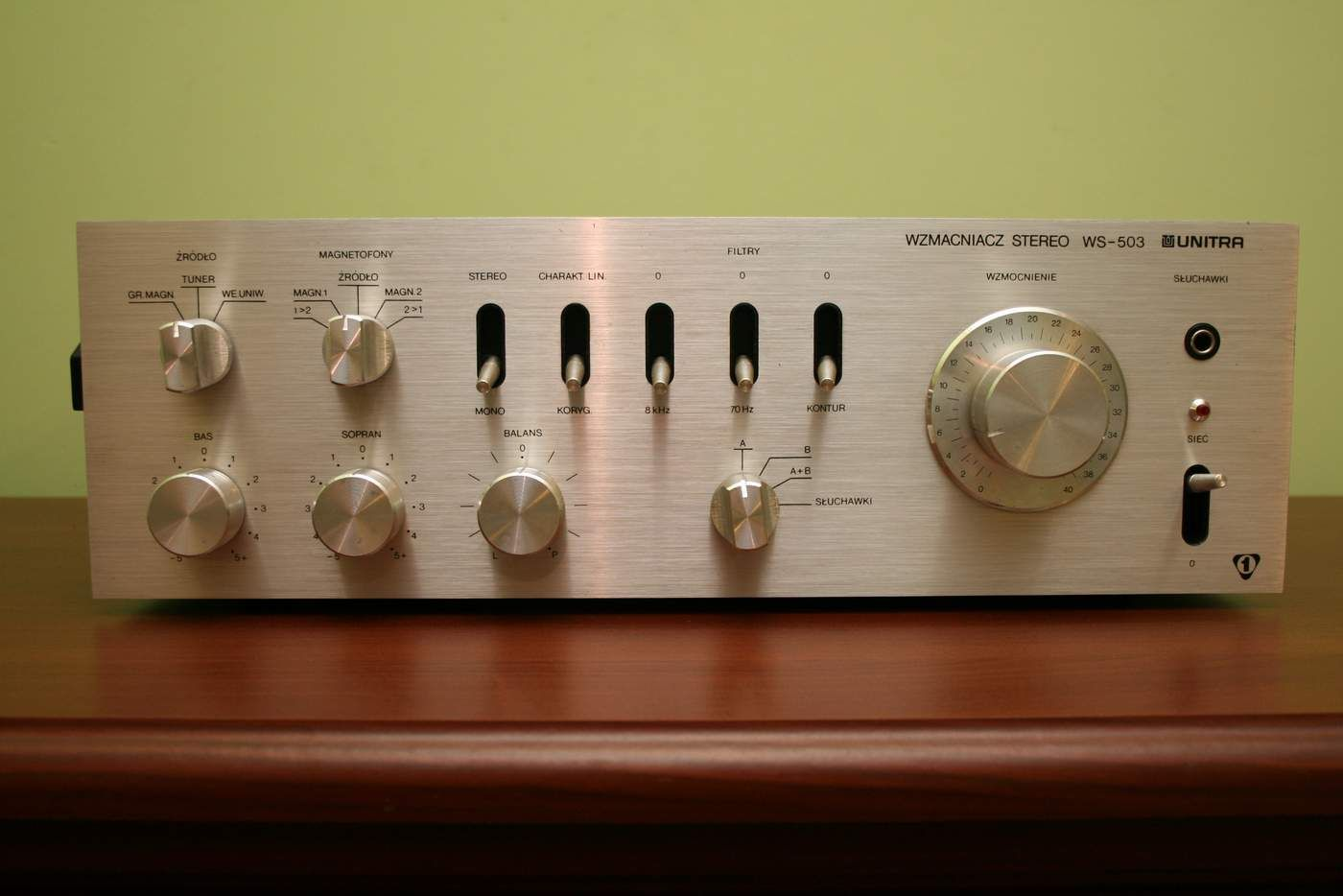
تقویت کننده قدرت استریو صوتی ساخته شده توسط Unitra

اَمپلی‌فایر قدرت صدا یا تقویت کننده قدرت صدا (انگلیسی: Audio power amplifier) نوعی تقویت‌کننده الکترونیکی است که سیگنال صوتی الکترونیکی نیروی-کم حاصل از دستگاه‌هایی چون گیرنده رادیو یا پیکاپ گیتار الکتریکی را به سطحی می‌رساند تا برای به راه انداختن بلندگو یا هدفون کافی باشد.